# 이시이 유야
이시이 유야(일본어: 石井 裕也, 1983년 6월 21일 ~ )는 사이타마현 출신 일본의 영화 감독이다.

## 작품
- 《당신과 걸어가며》 (2009)
- 《사와코 결심하다》 (2010)
- 《논두렁 댄디》 (2011)
- 《미츠코, 출산하다》 (2011)
- 《배를 엮다》 (2013)
- 《이별까지 7일》 (2014)
- 《밴쿠버의 아침》 (2014)

## 수상 내역
- 제53회 블루 리본 상 감독상 ("사와코 결심하다!")
- 제87회 키네마 준보 베스트 텐 일본 영화 감독상 ("배를 엮다")
- 제37회 일본 아카데미상 최우수 감독상 ("배를 엮다")
- 제68회 마이니치 영화 콩쿠르 감독상 ("배를 엮다")
- 일본 문화청 예술 선장 신인상 ("배를 엮다")